# حصن البلاد
قلعه بلاد (به عربی: حصن البلاد)
یکی از دژهای تاریخی کشور پادشاهی عمان است. این قلعه در.
شهرستان بخاء و در استان مسندم واقع شده‌است، ویکی از (نقاط دیدنی سلطنت عمان) به‌شمار می‌آیند. «حصن البلاد» از معالم بارز و گردشگری استان مسندم است. این قلعه در وسط شهرستان بخاء به عربی ( ولایة بخاء) در نوار ساحلی کرانهٔ خلیج فارس واقع شده‌است.

## پیشینه
قدمت قلعه بلاد به قرن دواز دهم میلاد بازمی‌گردد.
گویند در سال (۱۲۵۰) الشیخ سلیمان بن محمد آل مالک الشحی والی شهر بخاء بدستور الامام بن سلطان الیعربی. این قلعه را بنا نهاده‌است. ساکنان این منطقه از این قلعه به‌عنوان یک
قلعه دفاعی در برابر حملات دشمنان دریائی خود استفاده می‌کرده أند. در زیر این قلعه راهروها ودالانهایی برای آمد ورفت وجود دارد. معماری قلعه از مواد و ترکیبات خاص و کم‌نظیری استفاده شده‌است که با وجود أمواج شدید دریا و رطوبت هوا در حاشیهٔ خلیج فارس آن را تاکنون پابرجا نگاه داشته‌است.

## ویژگی‌های قلعه
قلعه داری چهار برج است، سه برج به‌شکل مستطیل است، وبرج چهارمی دائره أی مانند است و از همه بلندتر است.
این برج، در بخش جنوبی قلعه قرار دارد، و از برج‌های نگهبانی اصلی قلعه بوده‌است. و مشرف بر شهر بخاء، که هنوز مانند سابق سالم وباپرجا واستوار باقی‌مانده‌است. این برج به ارتفاع ۱۲ متر و قطر ۵/۴ متر، وهشت تیرانداز دارد.دور تا دور قلعه خندقی حفر شده‌است که از ورود بیگانه ممانعت می‌کرده‌است. قلعه از داخل به چند قسمت تقسیم شده‌است، قسمت شمالی قلعه مقر حاکم یا فرماندار بوده‌است، وقسمت پائین‌تر مسکن حاشیه وقشون بوده‌است. این قلعه در سال (۱۹۸۹) میلادی به فرمان سلطان قابوس بن سعید به‌طور کامل مرمت وتجدید بنا شده‌است. وهم اکنون یکی جاذبهٔ گردشگری استان مسندم است..